# Pseudophilautus tanu
Pseudophilautus tanu es una especie de anfibio anuro de la familia Rhacophoridae.

## Distribución geográfica
Esta especie es endémica de Sri Lanka. Se encuentra en el distrito de Galle en la Provincia Sur (Sri Lanka).

## Descripción
Pseudophilautus tanu mide de 13 a 14 mm de largo. Su parte posterior es de color marrón pálido con varias bandas longitudinales de color marrón oscuro. Sus flancos son de color amarillo pálido o blanco en su parte inferior. Su vientre es marrón pigmentado marrón.

## Etimología
Se le dio el nombre de la especie, del cingalés tanu, que significa "esbelto", en referencia a su apariencia.

## Publicación original
- Meegaskumbura, Manamendra-Arachchi & Pethiyagoda, 2009: Two new species of shrub frogs (Rhacophoridae: Philautus) from the lowlands of Sri Lanka. Zootaxa, n.º 2122, p. 51-68[4]